# Tamás Pál Kiss
Tamás Pál Kiss (ur. 19 maja 1991 w Miszkolcu) – węgierski kierowca wyścigowy.

## Życiorys

### Formuła Renault
Tamás Pál Kiss karierę rozpoczął w roku 1998, od startów w kartingu. W sezonie 2007 zadebiutował w krajowych mistrzostwach E-2000. W pierwszym roku startów zajął w niej 8. pozycję. W kolejnym podejściu został sklasyfikowany na 3. lokacie. W tym samym roku brał udział również we Szwajcarskiej Formule Renault. Zmagania w niej zakończył na 14. miejscu.
W latach 2009–2010 brał udział w Brytyjskiej Formule Renault. W pierwszym sezonie startów rywalizację ukończył na 13. pozycji. W kolejnym roku walczył o tytuł mistrzowski. Ostatecznie mistrzostwa zakończył na 3. lokacie. Poza tym wziął udział również w jednej rundzie europejskiego cyklu (nie był liczony do klasyfikacji). Na rodzimym torze Hungaroring pierwszego wyścigu nie ukończył, natomiast w drugim zajął dziewiąte miejsce, uzyskując przy tym najszybsze okrążenie.

### Seria GP3
Na sezon 2011 podpisał kontrakt z francuską stajnią Tech 1 Racing. Węgier po punkty sięgał w dwóch rundach, rozegranych na torze Circuit de Catalunya oraz Nürburgring. Wykorzystał start z pole position do wygrania sprintu w Hiszpanii. Zdobyte punkty sklasyfikowały go na 16. miejscu.
Na sezon 2012 przeniósł się do zespołu Atech CRS Grand Prix. Raz stanął na podium podczas pierwszego wyścigu w Monako. Z dorobkiem 38 punktów zakończył sezon na 12 pozycji.

### Formuła Renault 3.5
W Formule Renault 3.5 zadebiutował w 2012 roku w zespole BVM Target. Udział w 4 wyścigach nie przyniósł mu żadnych punktów i zapewnił 28 pozycję w klasyfikacji końcowej.

### Auto GP World Series
W 2013 roku zadebiutował w Auto GP World Series z zespołem Team MLR71. Później zmieniał jeszcze zespoły na Zele Racing oraz Ibiza Racing Team. Podczas pierwszego wyścigu na torze Silverstone Circuit uplasował się na trzeciej pozycji. W pozostałych wyścigach zajmował miejsca poza podium. Z dorobkiem 99 punktów uplasował się na 5 pozycji w klasyfikacji generalnej.
Rok później w bolidzie zespołów Zele Racing oraz Virtuosi UK. W ciągu szesnastu wyścigów, w których wystartował, dziewięciokrotnie stawał na podium, w tym trzykrotnie na jego najwyższym stopniu. Dorobek 170 punktów pozwolił mu zdobyć tytuł wicemistrza serii.

## Wyniki

### GP3
| Legenda oznaczeń w tabelach wyników Wyświetl szablon na nowej stronie | Legenda oznaczeń w tabelach wyników Wyświetl szablon na nowej stronie                                                                     |
| Oznaczenie                                                            | Wyjaśnienie |
| --------------------------------------------------------------------- | --- |
| Złoty                                                                 | Zwycięzca lub mistrzostwo |
| Srebrny                                                               | 2. miejsce lub wicemistrzostwo |
| Brązowy                                                               | 3. miejsce lub II wicemistrzostwo |
| Zielony                                                               | Ukończył, punktował (w klasyfikacji generalnej, gdy zdobył co najmniej jeden punkt na przestrzeni sezonu, poza trzema powyższymi opcjami) |
| Niebieski                                                             | Ukończył, nie punktował (w klasyfikacji generalnej, gdy nie zdobył co najmniej jednego punktu na przestrzeni sezonu)                      |
| Czerwony                                                              | Nie zakwalifikował się (NZ) |
| Czerwony                                                              | Nie prekwalifikował się (NPK) |
| Różowy                                                                | Nie ukończył (NU) |
| Różowy                                                                | Niesklasyfikowany (NS) (w klasyfikacji generalnej, gdy nie został sklasyfikowany w żadnym wyścigu sezonu)                                 |
| Czarny                                                                | Zdyskwalifikowany (DK) |
| Czarny                                                                | Wykluczony (WYK/EX) |
| Biały                                                                 | Nie wystartował (NW) |
| Biały                                                                 | Kontuzjowany (K/INJ) |
| Biały                                                                 | Wyścig odwołany (OD/C) |
| Bez koloru                                                            | Został wycofany (WYC/WD) |
| Bez koloru                                                            | Nie przybył (NP/DNA) |
| Bez koloru                                                            | Nie brał udziału w treningach (NT/DNP) |
| Bez koloru                                                            | Nie został zgłoszony (–) |
| Pogrubienie                                                           | Start z pole position |
| Kursywa                                                               | Najszybsze okrążenie wyścigu |
| †                                                                     | Nie ukończył, ale jego rezultat został zaliczony ze względu na przejechanie więcej niż 90% dystansu wyścigu.                              |
| *                                                                     | Sezon w trakcie |
| 1/2/3                                                                 | Punktowana pozycja w sprincie kwalifikacyjnym                                                                                             |
| Lista systemów punktacji Formuły 1                                    | |

| Rok  | Zespół               | Wyniki w poszczególnych eliminacjach | Wyniki w poszczególnych eliminacjach | Wyniki w poszczególnych eliminacjach | Wyniki w poszczególnych eliminacjach | Wyniki w poszczególnych eliminacjach | Wyniki w poszczególnych eliminacjach | Wyniki w poszczególnych eliminacjach | Wyniki w poszczególnych eliminacjach | Wyniki w poszczególnych eliminacjach | Wyniki w poszczególnych eliminacjach | Wyniki w poszczególnych eliminacjach | Wyniki w poszczególnych eliminacjach | Wyniki w poszczególnych eliminacjach | Wyniki w poszczególnych eliminacjach | Wyniki w poszczególnych eliminacjach | Wyniki w poszczególnych eliminacjach | Punkty | Pozycja |
| ---- | -------------------- | ------------------------------------ | ------------------------------------ | ------------------------------------ | ------------------------------------ | ------------------------------------ | ------------------------------------ | ------------------------------------ | ------------------------------------ | ------------------------------------ | ------------------------------------ | ------------------------------------ | ------------------------------------ | ------------------------------------ | ------------------------------------ | ------------------------------------ | ------------------------------------ | ------ | ------- |
| 2011 | Tech 1 Racing        | TUR                                  | TUR                                  | ESP                                  | ESP                                  | VAL                                  | VAL                                  | GBR                                  | GBR                                  | DEU                                  | DEU                                  | HUN                                  | HUN                                  | BEL                                  | BEL                                  | ITA                                  | ITA                                  | 11     | 16      |
| 2011 | Tech 1 Racing        | 16                                   | 18                                   | 8                                    | 1                                    | 16                                   | 13                                   | NU                                   | 20                                   | 8                                    | 4                                    | 10                                   | 20                                   | 17                                   | 14                                   | NU                                   | 12                                   | 11     | 16      |
| 2012 | Atech CRS Grand Prix | ESP                                  | ESP                                  | MON                                  | MON                                  | VAL                                  | VAL                                  | GBR                                  | GBR                                  | DEU                                  | DEU                                  | HUN                                  | HUN                                  | BEL                                  | BEL                                  | ITA                                  | ITA                                  | 38     | 12      |
| 2012 | Atech CRS Grand Prix | 12                                   | NU                                   | 2                                    | 9                                    | 9                                    | 10                                   | 11                                   | 14                                   | 6                                    | 4                                    | 14                                   | 12                                   | 17                                   | 10                                   | 9                                    | 15                                   | 38     | 12      |

### Formuła Renault 3.5
| Legenda oznaczeń w tabelach wyników Wyświetl szablon na nowej stronie | Legenda oznaczeń w tabelach wyników Wyświetl szablon na nowej stronie                                                                     |
| Oznaczenie                                                            | Wyjaśnienie |
| --------------------------------------------------------------------- | --- |
| Złoty                                                                 | Zwycięzca lub mistrzostwo |
| Srebrny                                                               | 2. miejsce lub wicemistrzostwo |
| Brązowy                                                               | 3. miejsce lub II wicemistrzostwo |
| Zielony                                                               | Ukończył, punktował (w klasyfikacji generalnej, gdy zdobył co najmniej jeden punkt na przestrzeni sezonu, poza trzema powyższymi opcjami) |
| Niebieski                                                             | Ukończył, nie punktował (w klasyfikacji generalnej, gdy nie zdobył co najmniej jednego punktu na przestrzeni sezonu)                      |
| Czerwony                                                              | Nie zakwalifikował się (NZ) |
| Czerwony                                                              | Nie prekwalifikował się (NPK) |
| Różowy                                                                | Nie ukończył (NU) |
| Różowy                                                                | Niesklasyfikowany (NS) (w klasyfikacji generalnej, gdy nie został sklasyfikowany w żadnym wyścigu sezonu)                                 |
| Czarny                                                                | Zdyskwalifikowany (DK) |
| Czarny                                                                | Wykluczony (WYK/EX) |
| Biały                                                                 | Nie wystartował (NW) |
| Biały                                                                 | Kontuzjowany (K/INJ) |
| Biały                                                                 | Wyścig odwołany (OD/C) |
| Bez koloru                                                            | Został wycofany (WYC/WD) |
| Bez koloru                                                            | Nie przybył (NP/DNA) |
| Bez koloru                                                            | Nie brał udziału w treningach (NT/DNP) |
| Bez koloru                                                            | Nie został zgłoszony (–) |
| Pogrubienie                                                           | Start z pole position |
| Kursywa                                                               | Najszybsze okrążenie wyścigu |
| †                                                                     | Nie ukończył, ale jego rezultat został zaliczony ze względu na przejechanie więcej niż 90% dystansu wyścigu.                              |
| *                                                                     | Sezon w trakcie |
| 1/2/3                                                                 | Punktowana pozycja w sprincie kwalifikacyjnym                                                                                             |
| Lista systemów punktacji Formuły 1                                    | |

| Rok  | Zespół     | Wyniki w poszczególnych eliminacjach | Wyniki w poszczególnych eliminacjach | Wyniki w poszczególnych eliminacjach | Wyniki w poszczególnych eliminacjach | Wyniki w poszczególnych eliminacjach | Wyniki w poszczególnych eliminacjach | Wyniki w poszczególnych eliminacjach | Wyniki w poszczególnych eliminacjach | Wyniki w poszczególnych eliminacjach | Wyniki w poszczególnych eliminacjach | Wyniki w poszczególnych eliminacjach | Wyniki w poszczególnych eliminacjach | Wyniki w poszczególnych eliminacjach | Wyniki w poszczególnych eliminacjach | Wyniki w poszczególnych eliminacjach | Wyniki w poszczególnych eliminacjach | Wyniki w poszczególnych eliminacjach | Punkty | Pozycja |
| ---- | ---------- | ------------------------------------ | ------------------------------------ | ------------------------------------ | ------------------------------------ | ------------------------------------ | ------------------------------------ | ------------------------------------ | ------------------------------------ | ------------------------------------ | ------------------------------------ | ------------------------------------ | ------------------------------------ | ------------------------------------ | ------------------------------------ | ------------------------------------ | ------------------------------------ | ------------------------------------ | ------ | ------- |
| 2012 | BVM-Target | ARA                                  | ARA                                  | MON                                  | BEL                                  | BEL                                  | DEU                                  | DEU                                  | RUS                                  | RUS                                  | GBR                                  | GBR                                  | HUN                                  | HUN                                  | FRA                                  | FRA                                  | CAT                                  | CAT                                  | 0      | 28      |
| 2012 | BVM-Target | –                                    | –                                    | –                                    | –                                    | –                                    | –                                    | –                                    | –                                    | –                                    | –                                    | –                                    | 19                                   | 11                                   | –                                    | –                                    | 22                                   | 12                                   | 0      | 28      |

### Podsumowanie
| Sezon | Seria                         | Zespół               | Wyścigi | Zwycięstwa | PP | NO | Podium | Punkty | Poz. koń. |
| ----- | ----------------------------- | -------------------- | ------- | ---------- | -- | -- | ------ | ------ | --------- |
| 2007  | Węgierskie Mistrzostwa E-2000 |                      |         |            |    |    |        | 40     | 8         |
| 2008  | Szwajcarska Formuła Renault   | Speed Box ASE        | 8       | 0          | 0  | 0  | 0      | 45     | 14        |
| 2008  | Węgierskie Mistrzostwa E-2000 |                      |         |            |    |    |        | 70     | 3         |
| 2009  | Brytyjska Formuła Renault     | Hitech Junior Team   | 20      | 0          | 0  | 0  | 0      | 141    | 13        |
| 2010  | Brytyjska Formuła Renault     | Atech GP             | 20      | 3          | 0  | 1  | 8      | 417    | 3         |
| 2010  | Europejska Formuła Renault    | Atech GP             | 2       | 0          | 0  | 0  | 0      | N/A    | NS†       |
| 2011  | Seria GP3                     | Tech 1 Racing        | 16      | 1          | 0  | 0  | 1      | 11     | 16        |
| 2012  | Seria GP3                     | Atech CRS Grand Prix | 16      | 0          | 0  | 0  | 1      | 38     | 12        |
| 2012  | Formuła Renault 3.5           | BVM Target           | 4       | 0          | 0  | 0  | 0      | 0      | 28        |
| 2013  | Auto GP World Series          | Team MLR71           | 16      | 0          | 0  | 1  | 1      | 99     | 5         |
| 2013  | Auto GP World Series          | Zele Racing          | 16      | 0          | 0  | 1  | 1      | 99     | 5         |
| 2013  | Auto GP World Series          | Ibiza Racing Team    | 16      | 0          | 0  | 1  | 1      | 99     | 5         |
| 2014  | Auto GP World Series          | Zele Racing          | 18      | 2          | 0  | 1  | 8      | 170    | 2         |
| 2014  | Auto GP World Series          | Virtuosi UK          | 18      | 2          | 0  | 1  | 8      | 170    | 2         |

† – Pál Kiss nie był liczony do klasyfikacji.